# Ижевская ТЭЦ-3
Ижевская ТЭЦ-3 — комплекс недостроенных зданий и сооружений третьей теплоэлектроцентрали города Ижевск — столицы Удмуртской Республики. Расположена в восточном конце улицы Маркина в Первомайском районе у южной границы города.

## История
Строительство ТЭЦ-3 в Ижевске было начато 1993 году компанией «Удмуртэнерго». Предполагалось, что она должна была снабжать теплом и электроэнергией растущие заводские потребности города, а также отапливать улицу Ракетную и новый городской микрорайон, который так и не был построен.
Строительство ТЭЦ-3 позволило бы закрыть ТЭЦ-1, расположенную в самом центре города.
Среди вероятных причин замораживания строительства называются подтапливание фундаментов сооружений грунтовыми водами, так и нерасширившееся производство, а также нехватку финансирования в годы перестройки.